# سانت‌آجاتا فلتریا
سانت‌آجاتا فلتریا (به ایتالیایی: Sant'Agata Feltria) یک کومونه در ایتالیا است که در استان ریمینی واقع شده‌است. سانت‌آجاتا فلتریا ۷۹٫۲ کیلومتر مربع مساحت و ۲٬۳۴۹ نفر جمعیت دارد و ۶۰۶ متر بالاتر از سطح دریا واقع شده‌است.